# استفان بایچتیچ
استفان بایچتیچ (انگلیسی: Stefan Bajcetic؛ زادهٔ ۲۲ اکتبر ۲۰۰۴) یک فوتبالیست حرفه‌ای صربستانی-اسپانیایی است که به عنوان هافبک دفاعی برای باشگاه لیگ برتری لیورپول بازی می‌کند. او پسر فوتبالیست سابق صربستانی سرجان بایچتیچ و مادری اهل گالیسیای اسپانیا است. بایچتیچ یکی از ستاره‌های جوان باشگاه لیورپول است.